# سيدي بوسعيد
سيدي بوسعيد هي ضاحية سياحية تقع 20 كم في شمال شرق تونس العاصمة. تعد ضاحية سيدي بوسعيد أول موقع محمي في العالم ويعود تأسـيسـها إلى القرون الوسطى، وتقع في أعالي المنحدر الصخري المطل على قرطاج وخليج تونس. يقطنها حوالي 5000 شخص.
و تمثل مكان سياحيا رائعا وتتميز بفن معماري خاص بها إذ أنك تجد جل البيوت بهذه الضاحية بيضاء ذات أبواب عتيقة يغلب عليها اللون الأزرق.
كما تحتوي هذه الأبواب على نقوش وزخارف عتيقة على غاية من الجمال. تنسب المدينة إلى ولي صالح هو أبو سعيد الباجي عاش في فترة معاصرة للشيخ أبي الحسن الشاذلي، وهو مدفون في تونس في ضاحية سيدي بسعيد المسماة باسمه.
إلى جانب ذلك نجد القهوة العالية وهي مكان سياحي يستقطب العديد من الزوار المحلين والأجانب وخاصة في فصل الصيف.
يتميز سيدي بوسعيد بالمشموم التونسى وأكله البمبالوني.
كما يشهد سيدي بوسعيد مظاهر احتفالية في فصل الصيف كخرجة سيدي بوسعيد وتتضمن هذه الخرجة فرق من العيساوية التي تقوم بسرد قصائد ومدائح ودفوف وبخور وزغريد تعلوا الأجواء.
تعد قرية سيدي بو سعيد مثالا للهندسة والمعمار التقليديين وتوجد بها عديد المناطق التي تساهم في اجتذاب الزائر إضافة إلى أماكن أخرى بالقرية كما تعد هذه المدينة من أرقى المناطق في تونس.

## تاريخ المدينة
كان جبل سيدي بوسعيد يسمى«جبل المرسى» ويسمى أيضا «جبل المنار»، وما فتئ هذا الجبل الصغير يوفر الأمن والمراقبة والدفاع عن قرطاج الفينيقية في القرن السابع قبل الميلاد، ولمدة طويلة عن مدينة تونس وذلك من بداية الفتح الإسلامي إلى القرن الثاني عشر.فقد كان جبل سيدي بوسعيد يقوم بدور الحصن.ومنذ نهاية القرن الماضي عوضت هذه التسمية (جبل المنار) رسميا باسم«سيدي بوسعيد» لدى إحداث بلدية في هذا المكان سنة 1893.ويرجع هذا الاسم لولي صالح اسمه أبو سعيد الباجي.
هذه الشخصية التي تركت اسمها لهذه القرية صاحبة الشهرة الكبيرة كانت تدعى أبا سعيد خلف ابن يحي التميمي الباجي (1231-1156). ولد في باجة القديمة وهي قرية صغيرة كانت في أحواز تونس قرب منوبة واندثرت الآن. وقد أقام في بداية حياته بتونس الزيتونة لتلقي الدروس. كان ذلك في عصر انتشرت فيه الصوفية في شمال إفريقيا بعد ظهورها في الشرق الأدنى إلى أن تجذرت في المغرب العربي.
وفضلا عن ذلك وهب أبو سعيد نفسه للتأمل والتمارين الروحية. فعندما ينهي دوره في المراقبة كان يتفرغ للصلاة ويقدم دروسا لتلاميذه الكثيرين ومن بينهم أبو الحسن الشاذلي (سيدي بلحسن) وينظم اجتماعات تثار فيها مناقشات في علوم الدين.
لقد بقي برزخ جبل المنار خاليا من الناس لمدة طويلة، بيد أن أبا سعيد أعطاه مكانة متميّزة في أعين المجموعة المتدينة. وبعد وفاته استمرت القرية في اجتذاب كل من كانت له استعدادات للسعي وراء التأمل. ومن ثم وجد عديد المتزهدين ملجأ هناك مثل سيدي الظريف وسيدي بو فارس وسيدي الشبعان...
ولقد كان لا بد من انتظار بداية القرن الثامن عشر ليبادر حسين باي ببناء جامع الزاوية الذي يشمل ضريح أبي سعيد.
و قد بنى محمود باي (1824-1814) مسكنا بالقرب من مسجد الزاوية (أصبح فيما بعد دار ثامر), ومنذ ذلك الوقت شيدت عائلات عديدة وخاصة السكّان «البَلْدِيّة» من مدينة تونس منازل على التل وحول مقام سيدي أبي سعيد لقضاء الصيف فيها، وبذلك أصبح التل مكانا للاصطياف حيث يقضي الناس عطلة الصيف والاستفادة من طيب المناخ والعيش والتسلية في جو من الورع الديني إذ كانت تقام احتفالات صوفية من أهمها «الخرجة».

### اغتيال خليل الوزير
بدأت إسرائيل عملية اغتيال السياسي والعسكري الفلسطيني خليل الوزير في تمام الساعة 1:30 صباحًا من يوم 16 أبريل 1988 حيث كان الوزير في منزله الكائن في الحي قرب الشاطئ، وكان يبلغ من العمر 52 عامًا. تتهمه إسرائيل بالمسؤولية عن تخطيط أعمال عسكرية وفدائية ضدها، كما برز نجمه كأحد المحركين للانتفاضة الفلسطينية الأولى.
كان بيت الوزير يقع بالقرب من قصر قرطاج الجمهوري، وبيت محمود عباس، وبيت هايل عبد الحميد كذلك بيت السفير الأمريكي والسفير العراقي وكان الأمن التونسي يعتبرها منطقة آمنة وهي مليئة بعناصره.
وفق مقابلة نشرتها صحيفة يديعوت أحرونوت، تسلل عبر البحر باستخدام مراكب وزوارق نحو 26 فردًا من وحدة استطلاع هيئة الأركان العامة الإسرائيلية والمعروفة باسم «سيرت متكال» إلى العاصمة التونسية وكان من ضمنهم «موشي يعالون»، كما ترأس المجموعة «ناحوم ليف». اخترقت المجموعة كامل الإجراءات الأمنية في ضاحية سيدي بوسعيد. اُستخدمت بطاقات هويات شخصية تعود إلى صيادين لبنانيين اُختطفوا للوصول إلى مجمع منظمة التحرير الفلسطينية. استخدم الجنود مركبات ودراجات كانت مُعدة مسبقًا قرب الشاطئ.
أدت العملية إلى مقتل خليل الوزير بعد إطلاق حوالي 70 رصاصة نحوه، كما قُتل حارسه وعاملًا في المنزل، ولم يُصب أحد من عائلته.
نُقل جثمان الوزير إلى مدينة دمشق بسوريا، ودُفن في 21 أبريل 1988 في مقبرة الشهداء بمخيم اليرموك للاجئين الفلسطينيين بعد أن شيّعه عشرات الآلاف من الفلسطينيين والسوريين.

## معرض صور

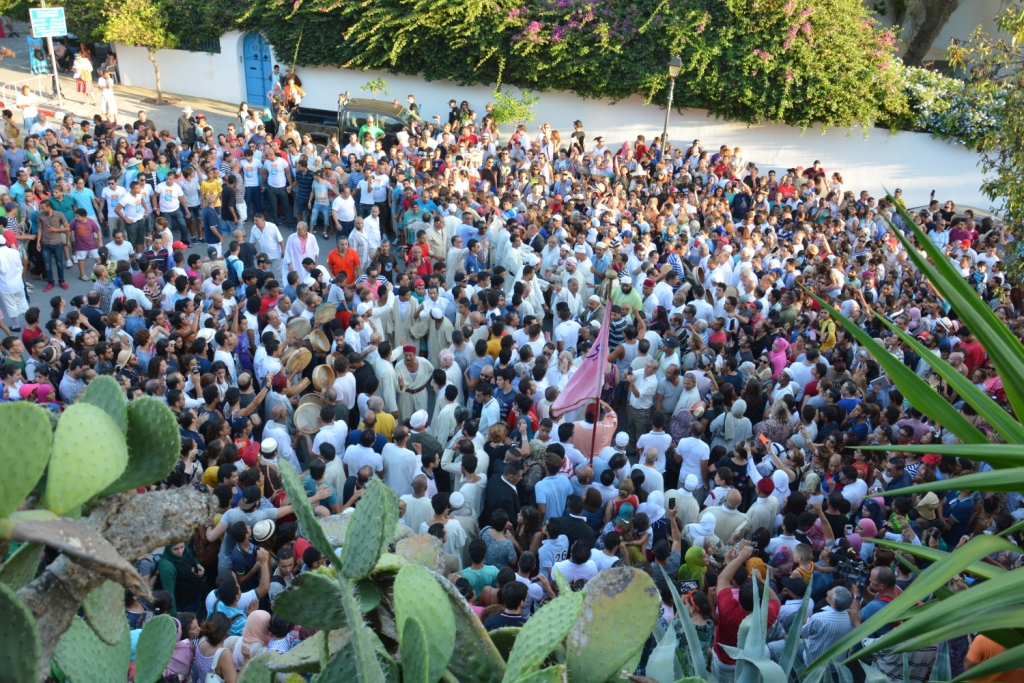
الخرجة
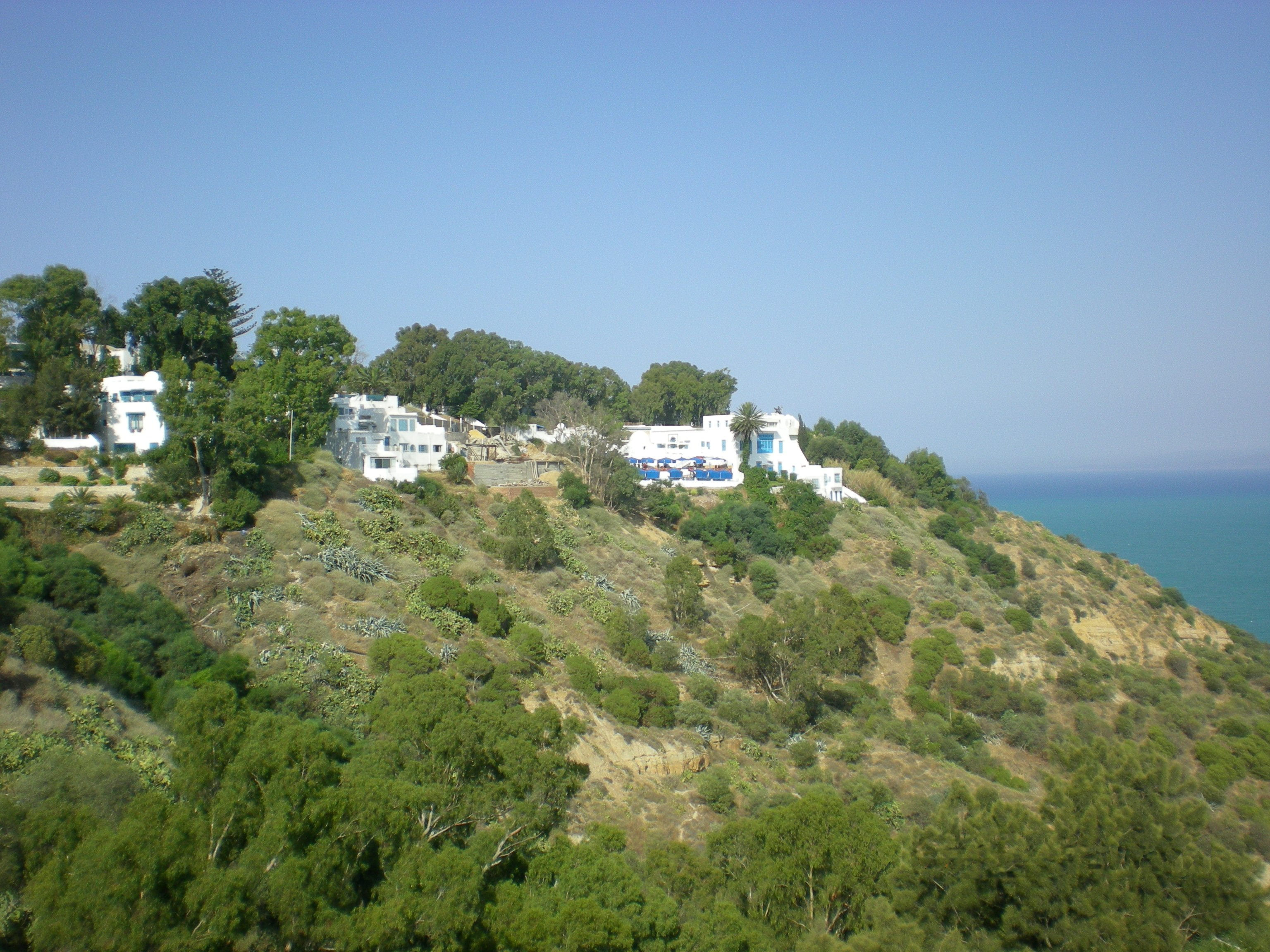
جانب من هضبة سيدي بوسعيد
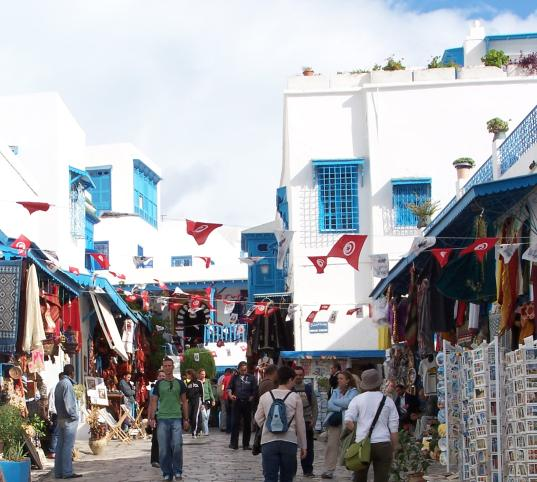
سيدي بوسعيد (تظهر القهوة العالية في الخلف)
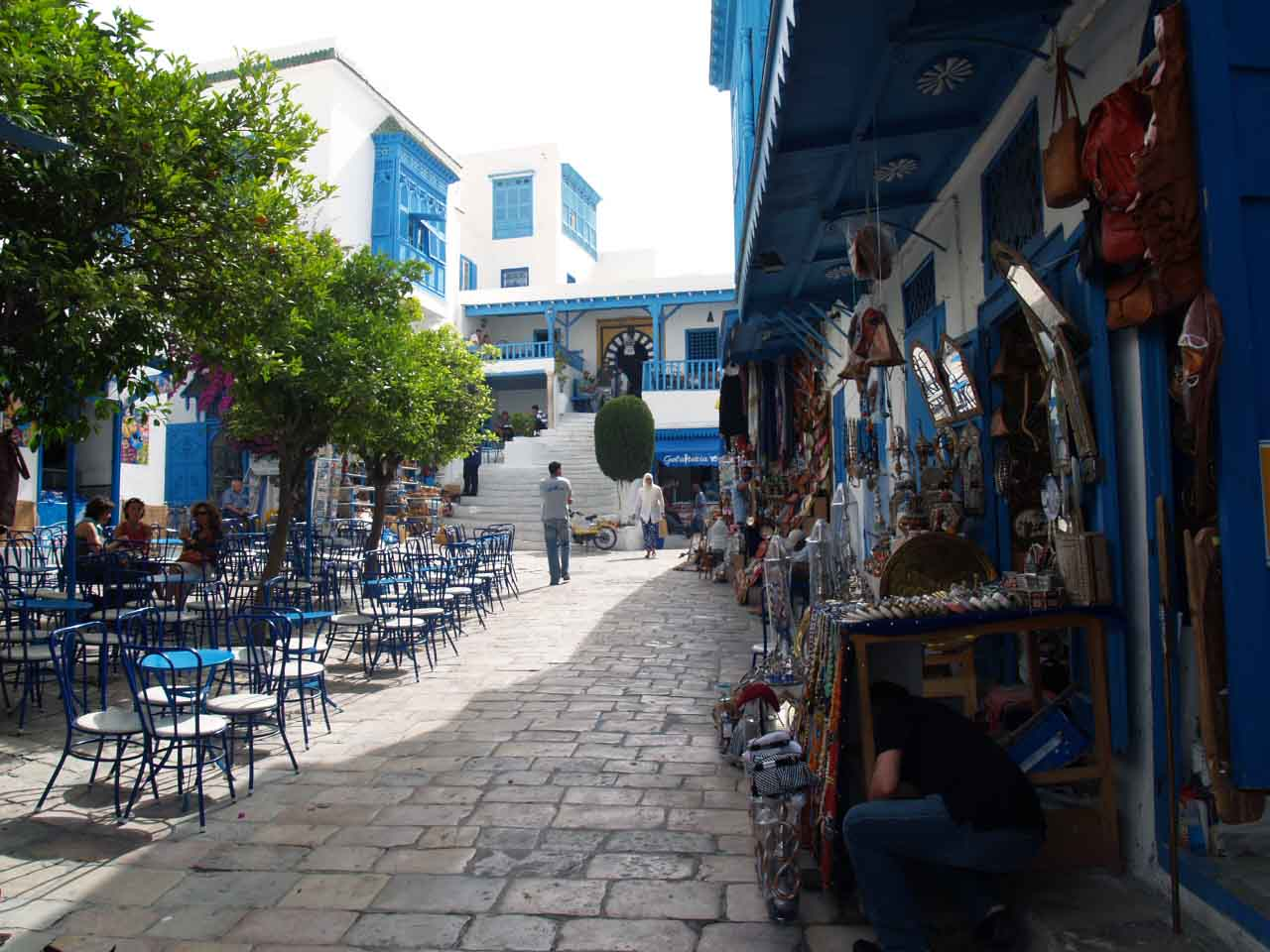
سيدي بوسعيد
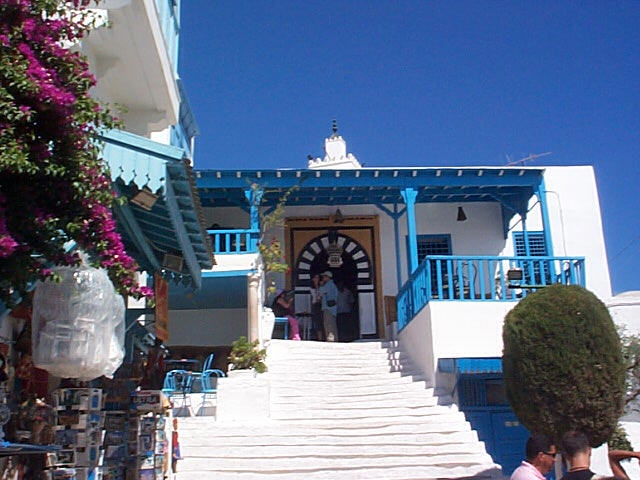
القهوة العالية

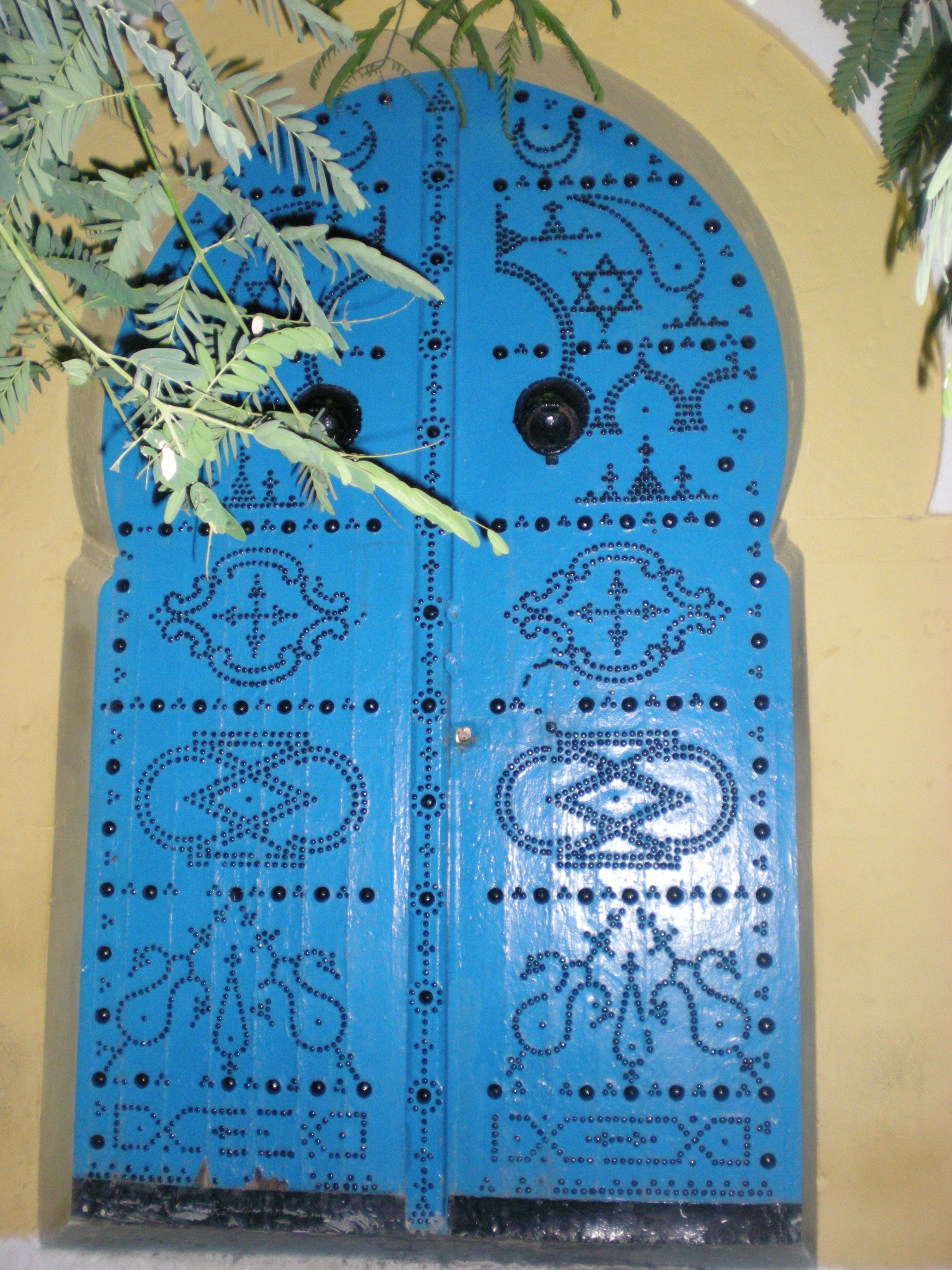
باب من أبواب سيدي بوسعيد
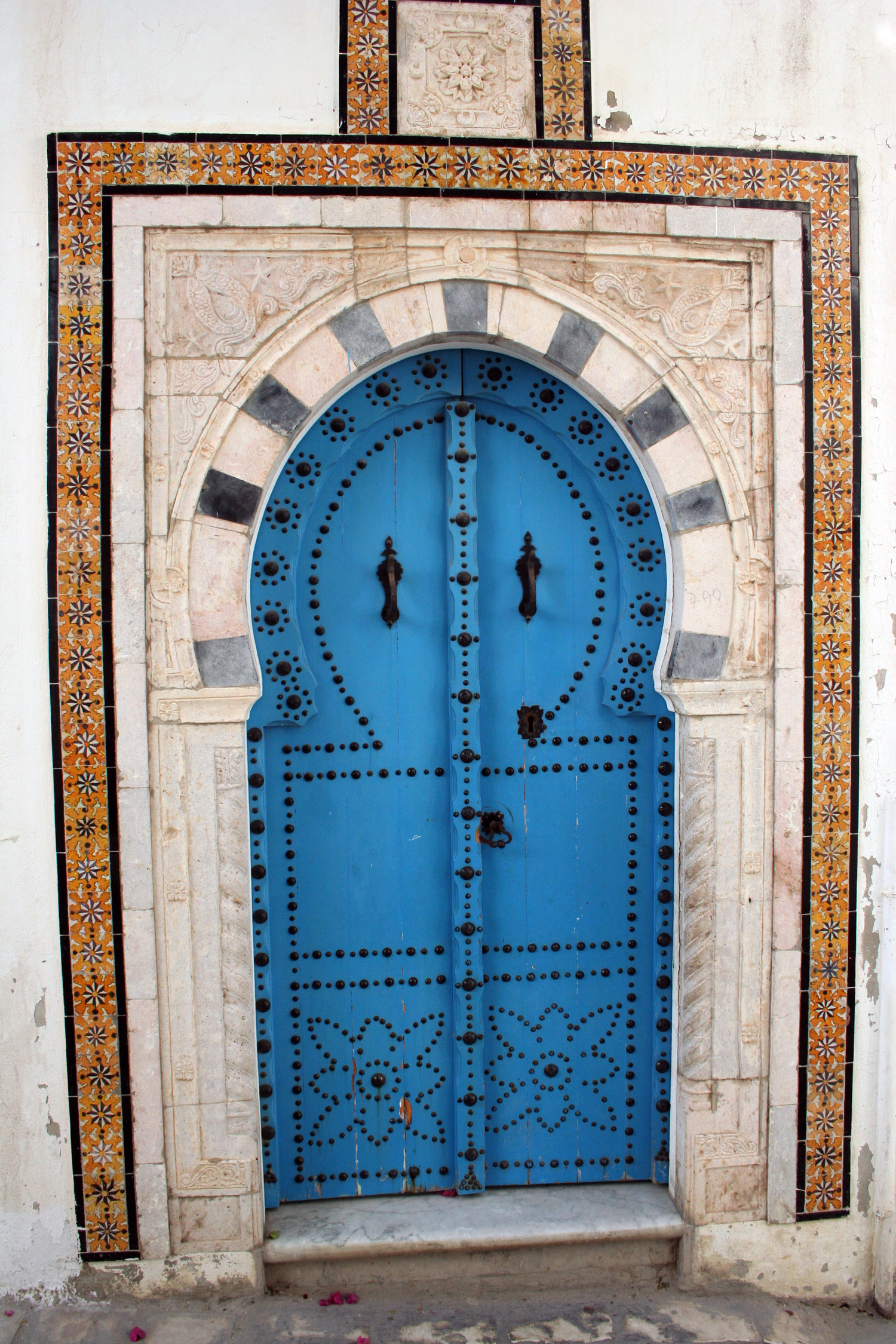
باب آخر من أبواب سيدي بوسعيد
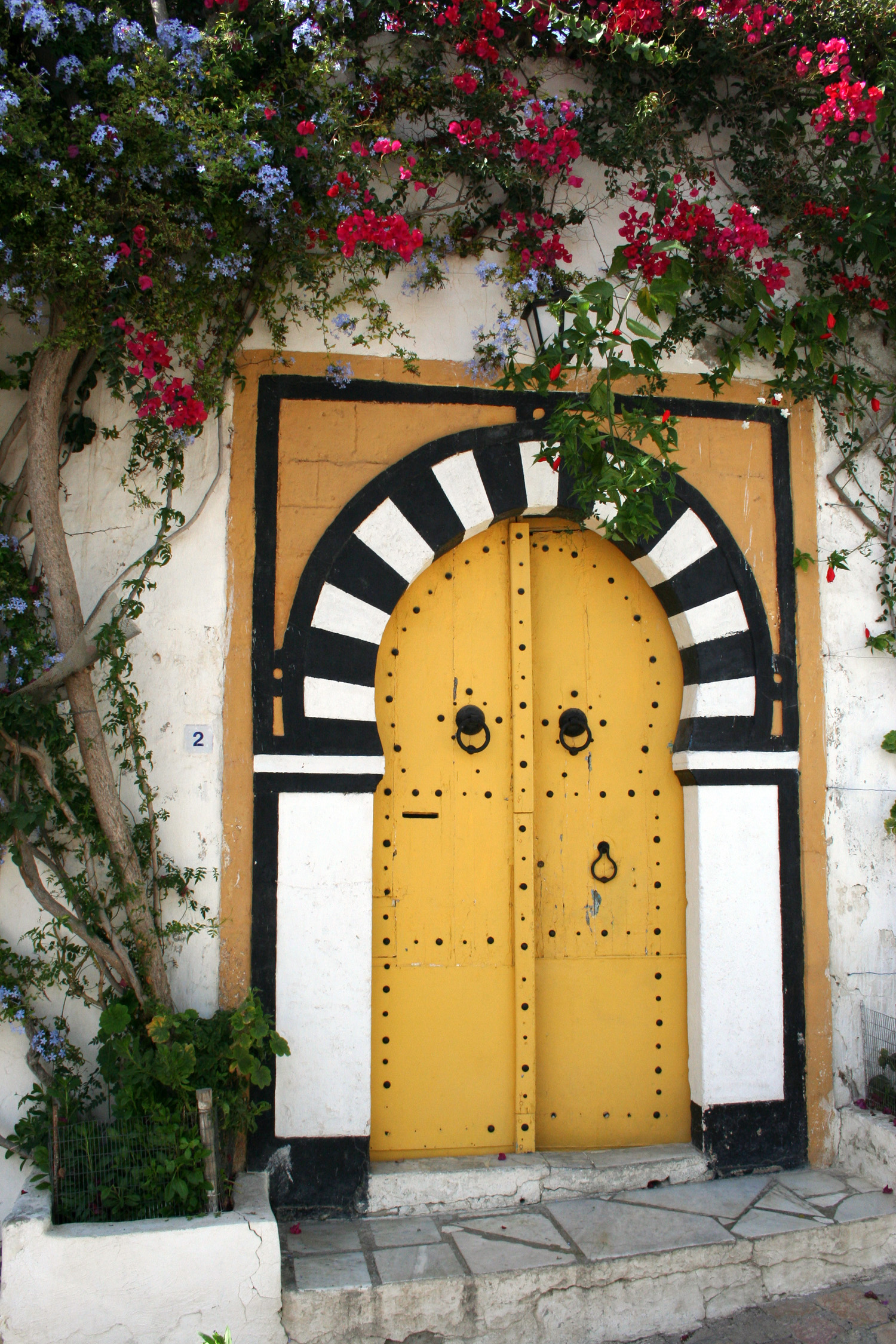
باب آخر من أبواب سيدي بوسعيد
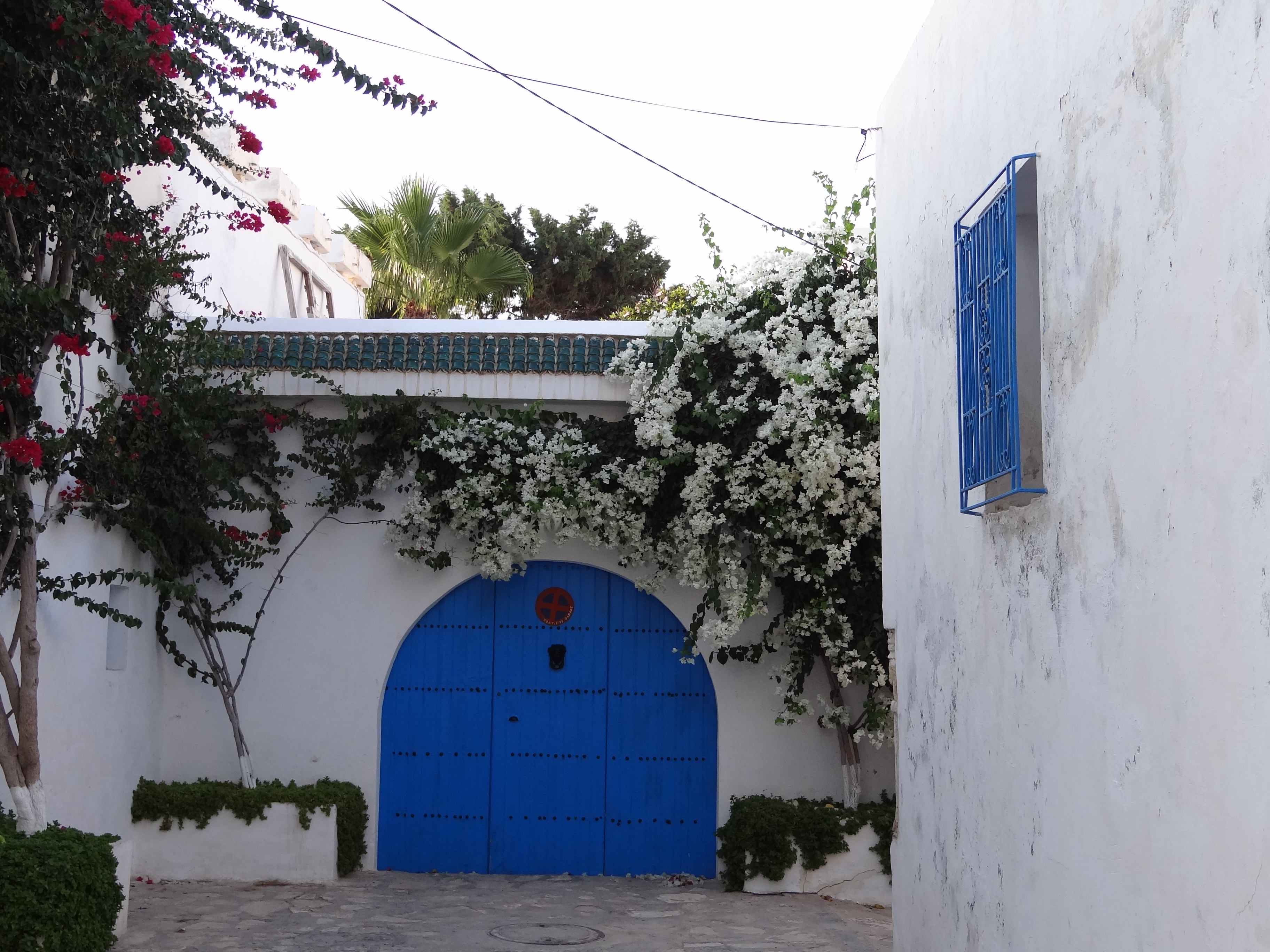
باب آخر من أبواب سيدي بوسعيد
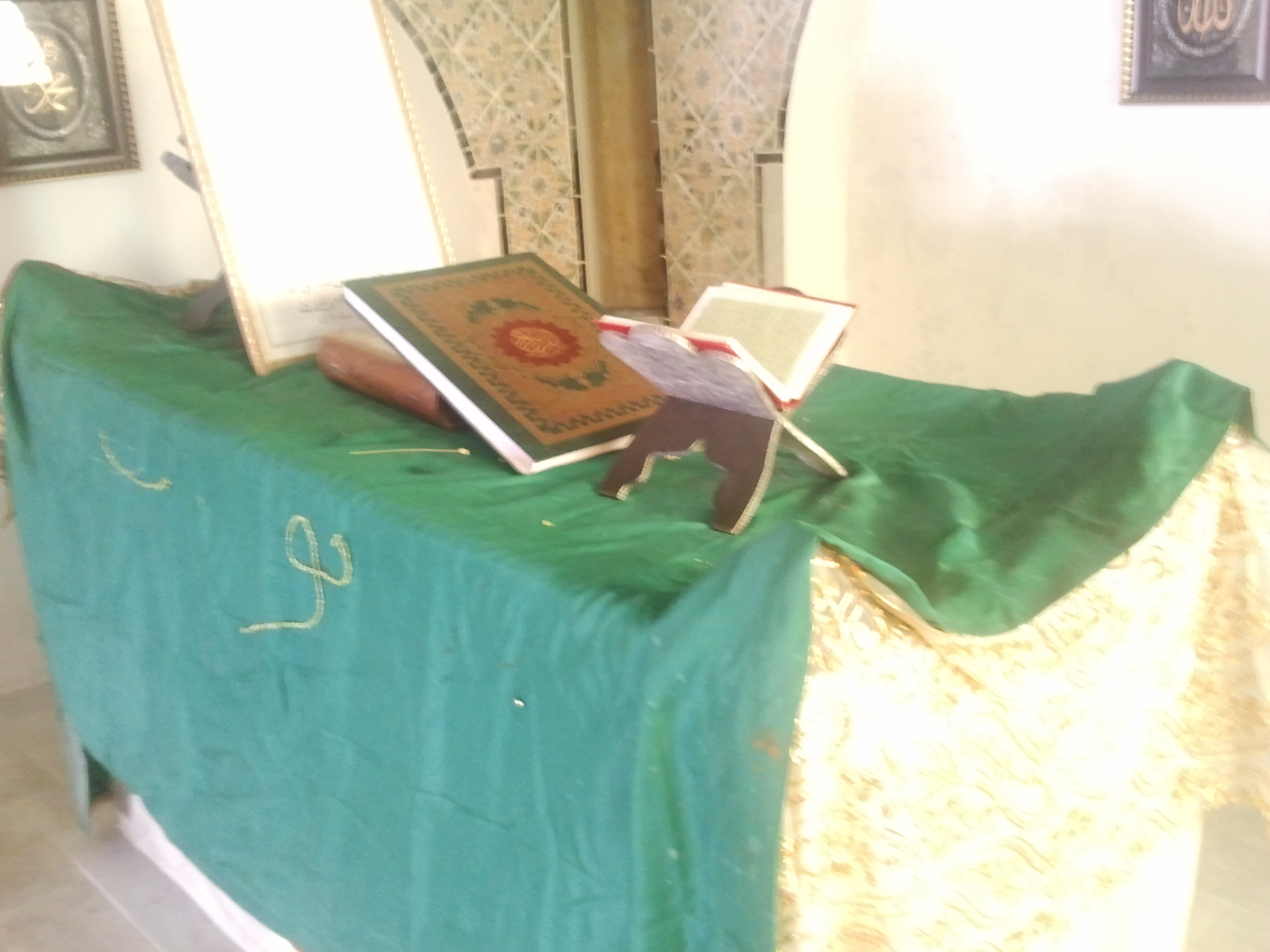
قبر سيدي أبو سعيد الباجي المحاذي للمسجد
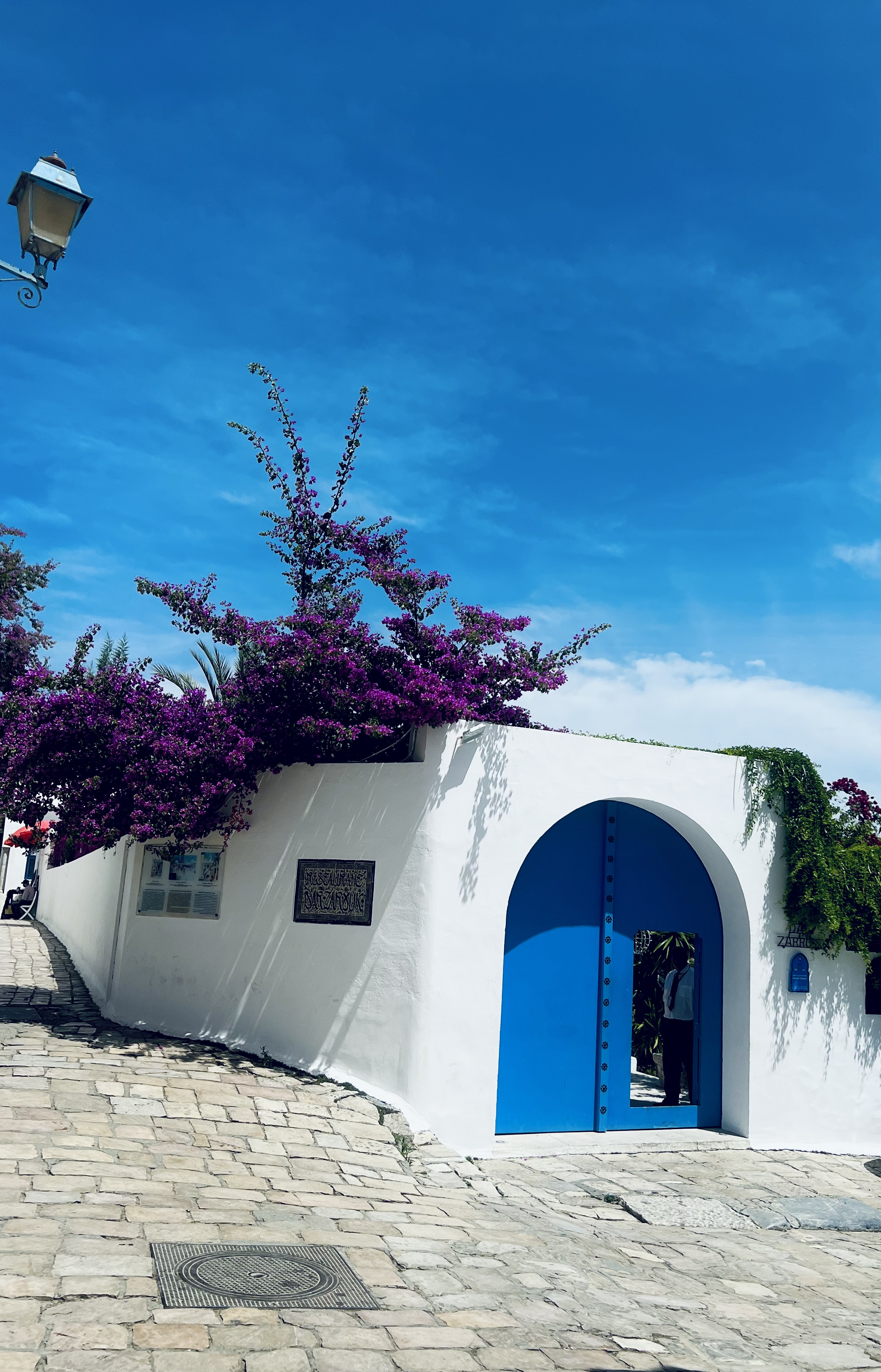
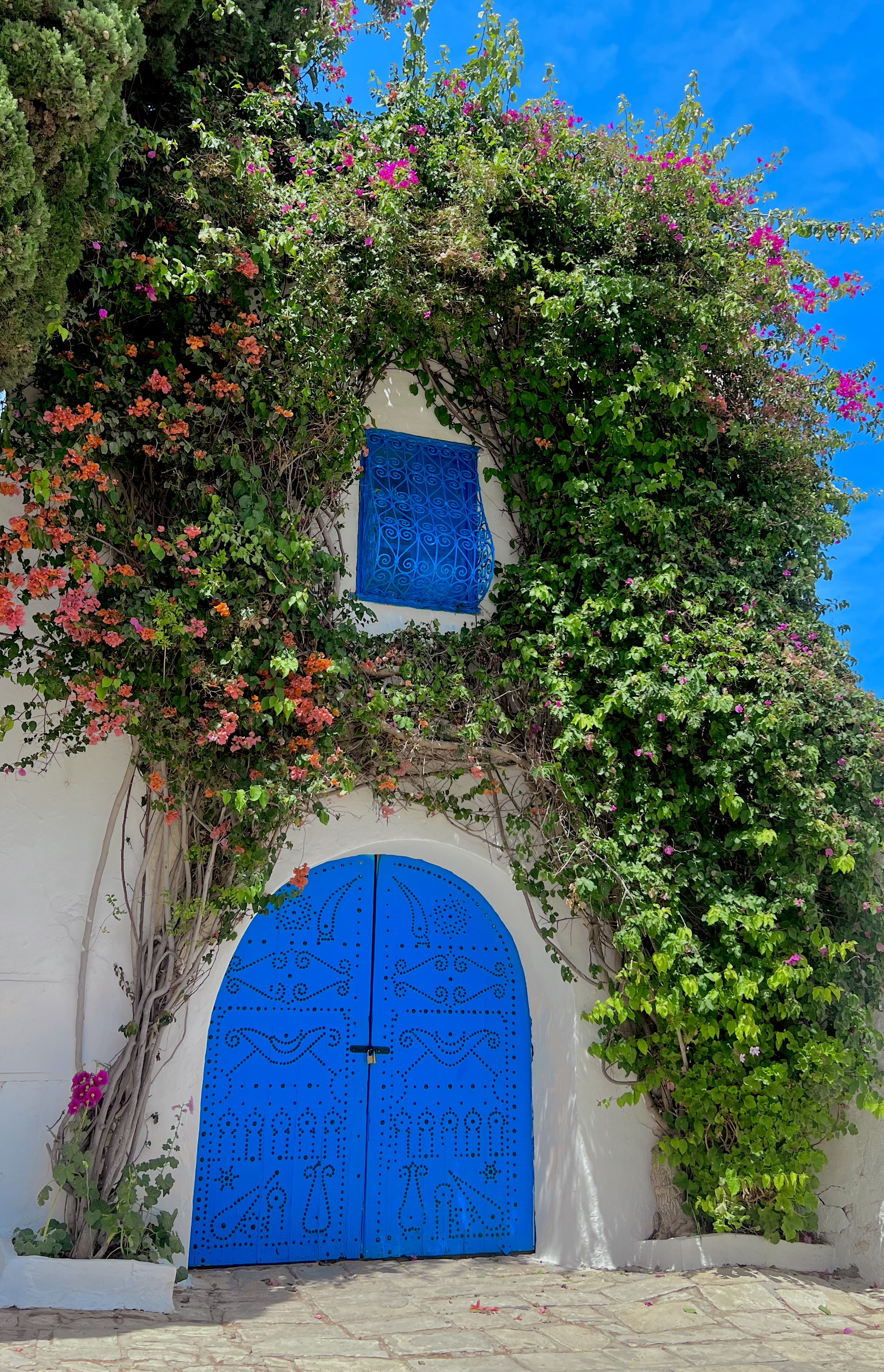

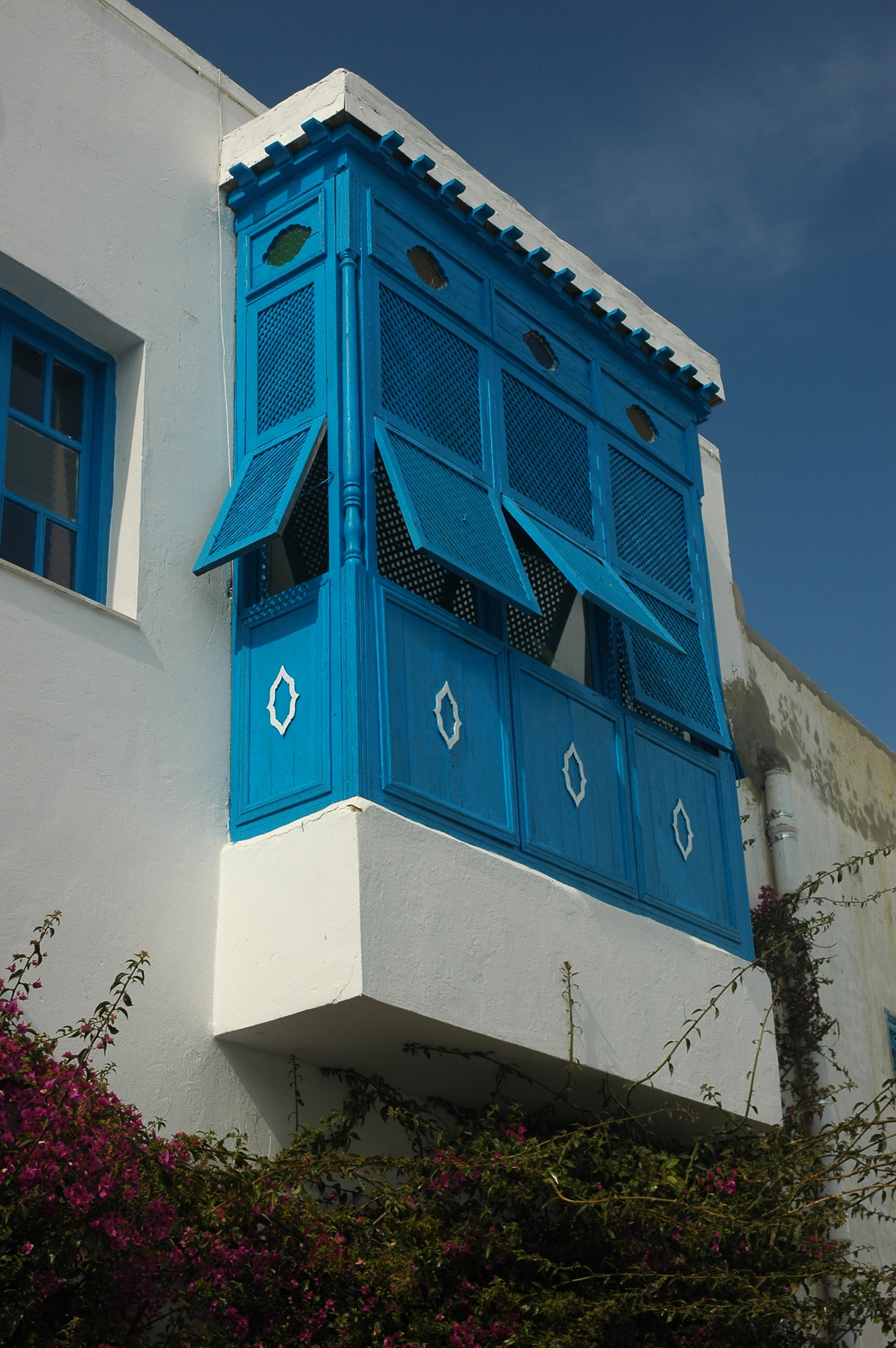
شرفة من شرفات سيدي بوسعيد
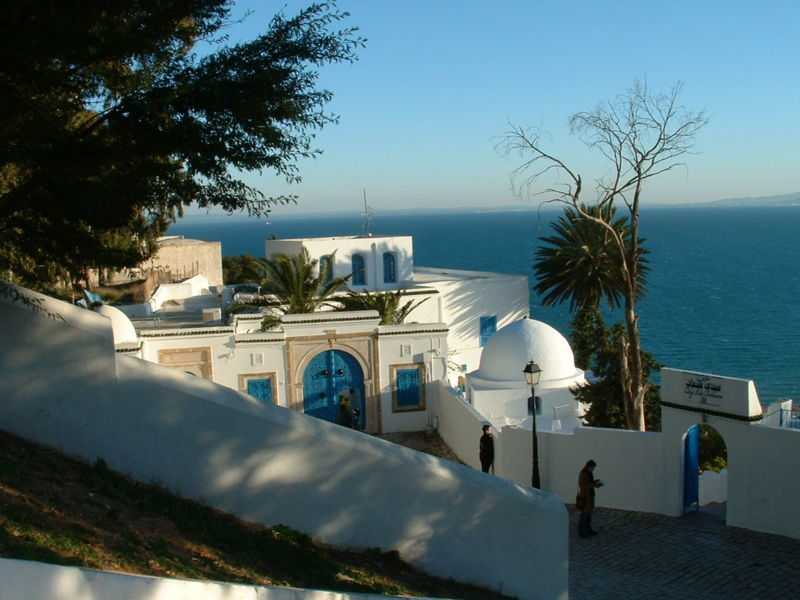
جانب من سيدي بوسعيد
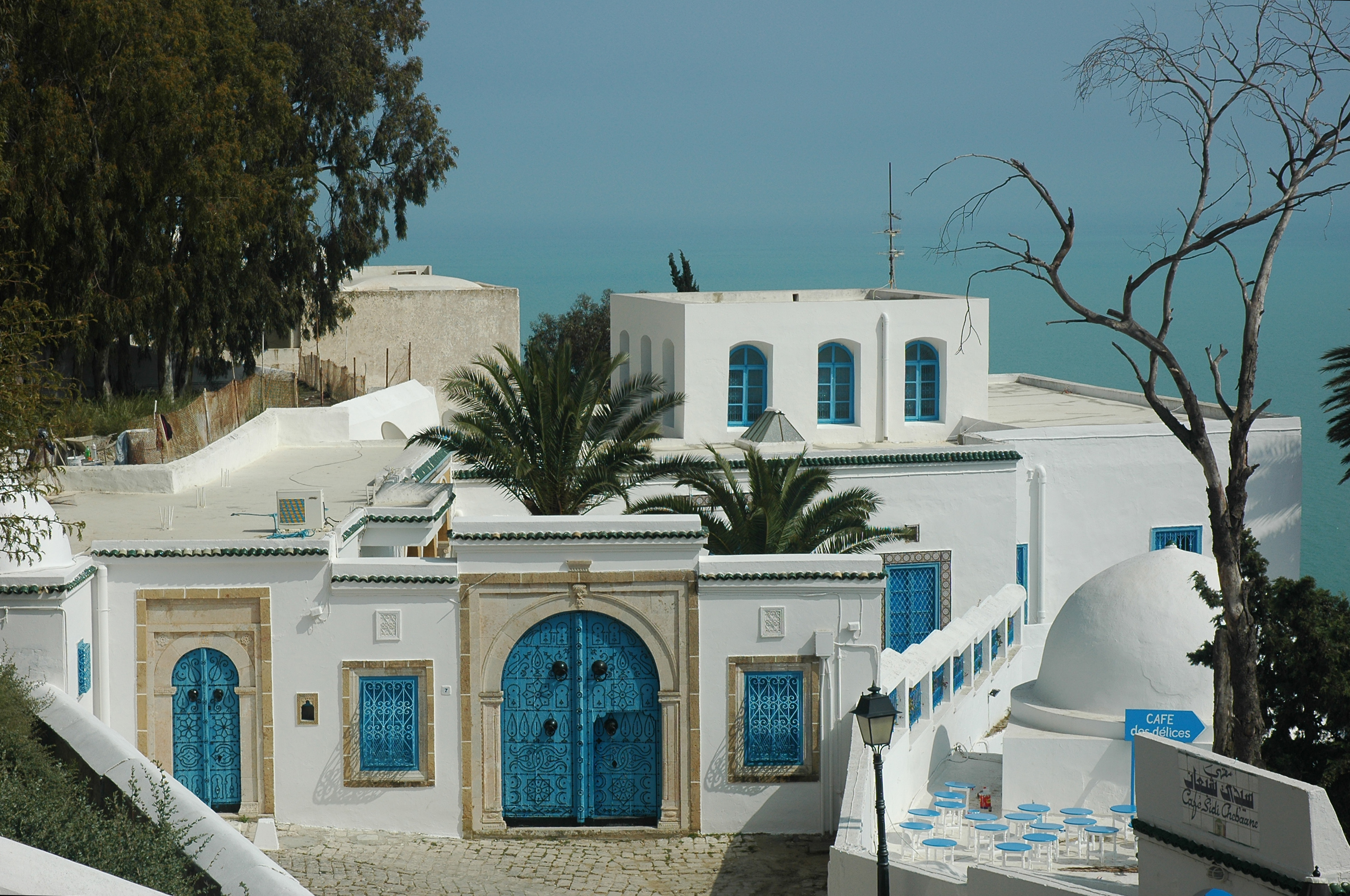
جانب آخر من سيدي بوسعيد
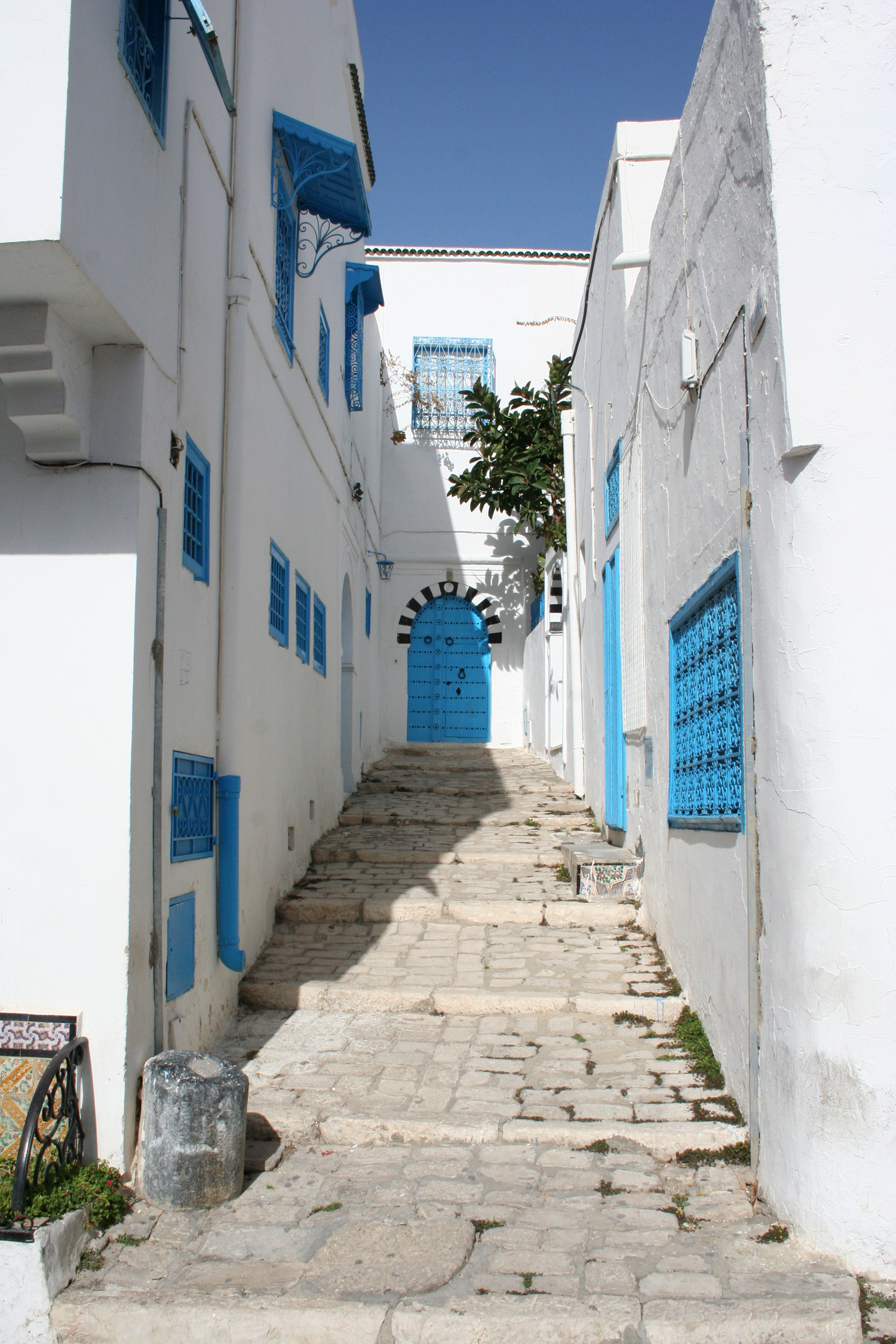
جانب آخر من سيدي بوسعيد
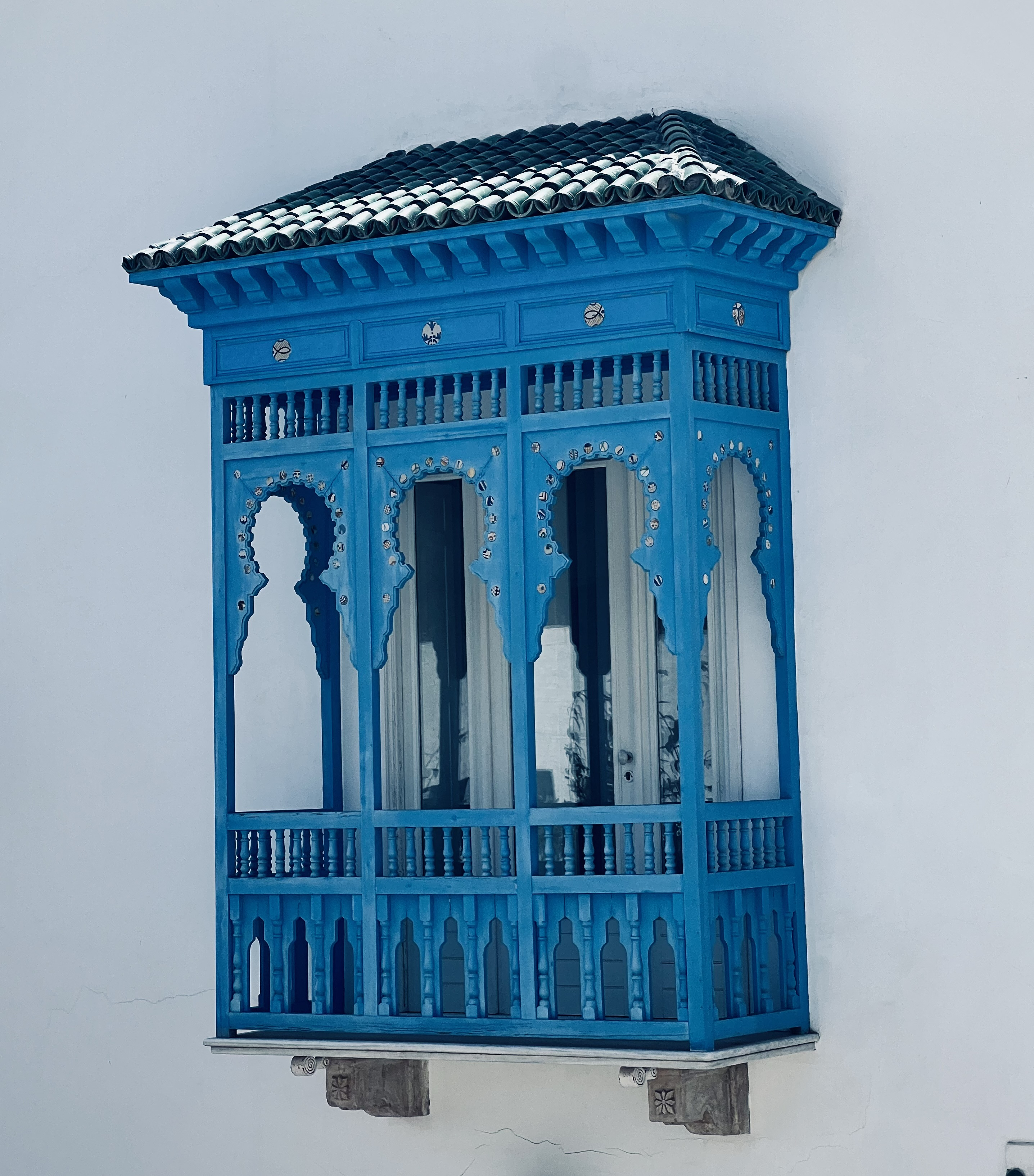

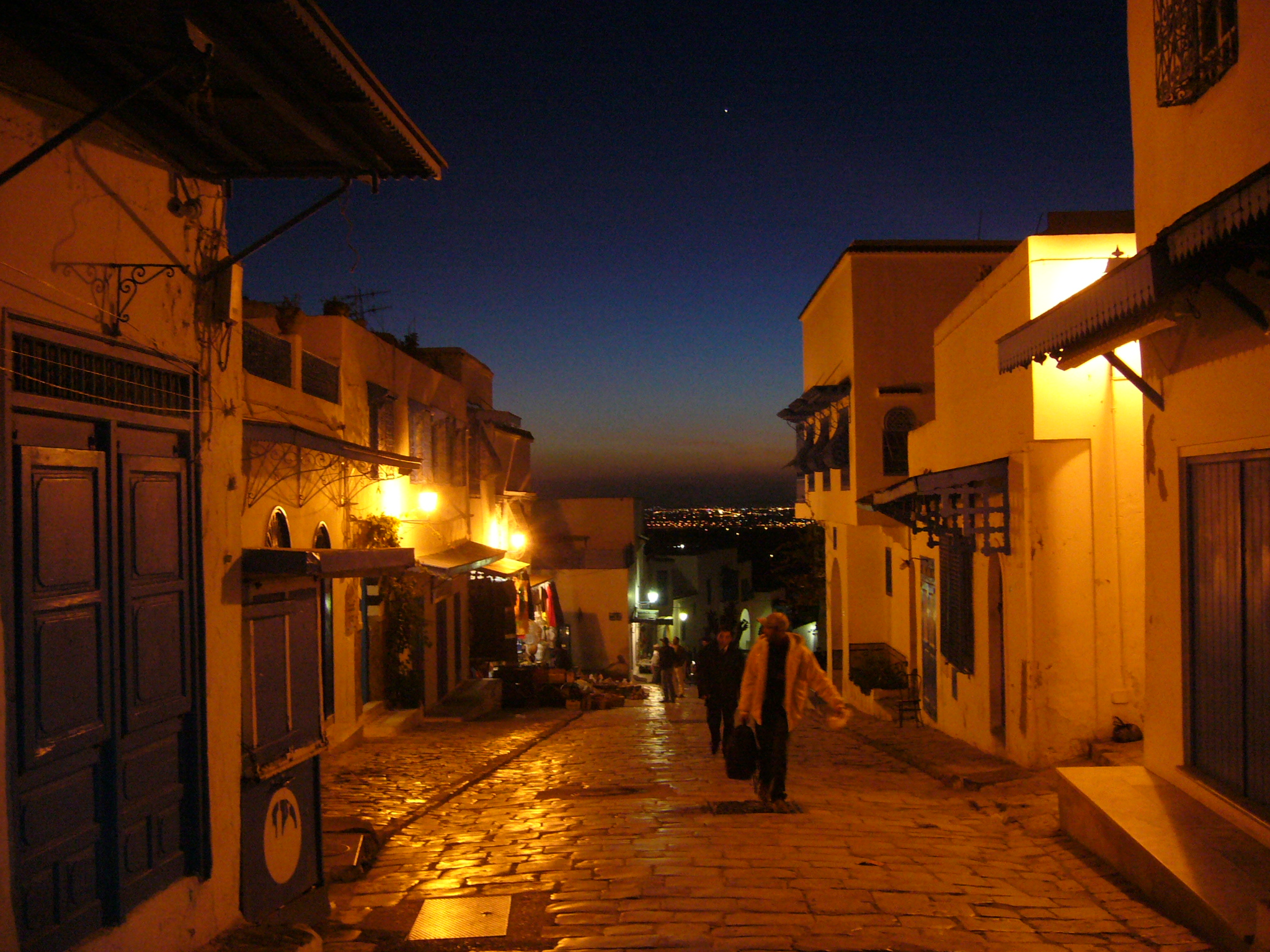
سيدي بوسعيد ليلاً
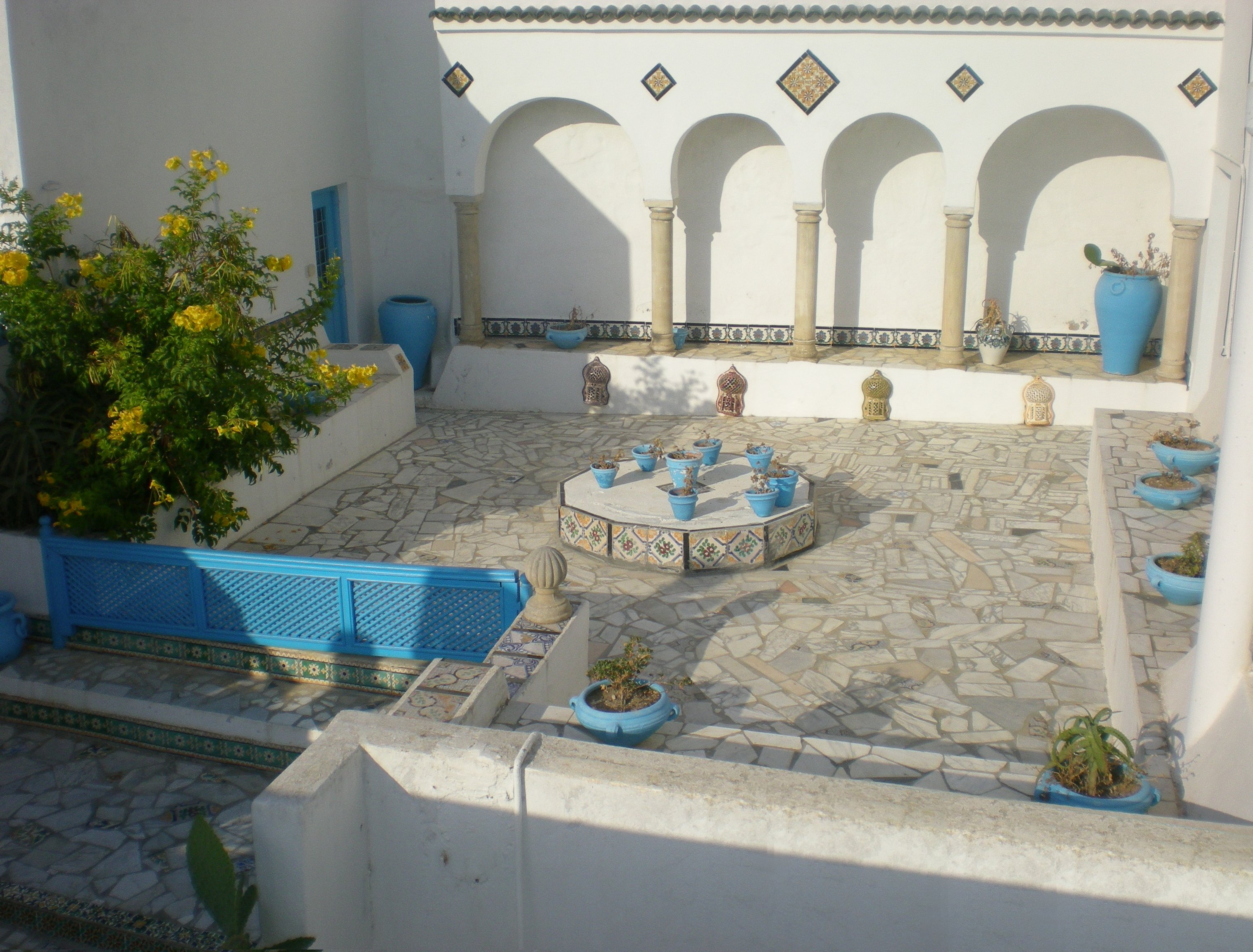
فناء دار بسيدي بوسعيد
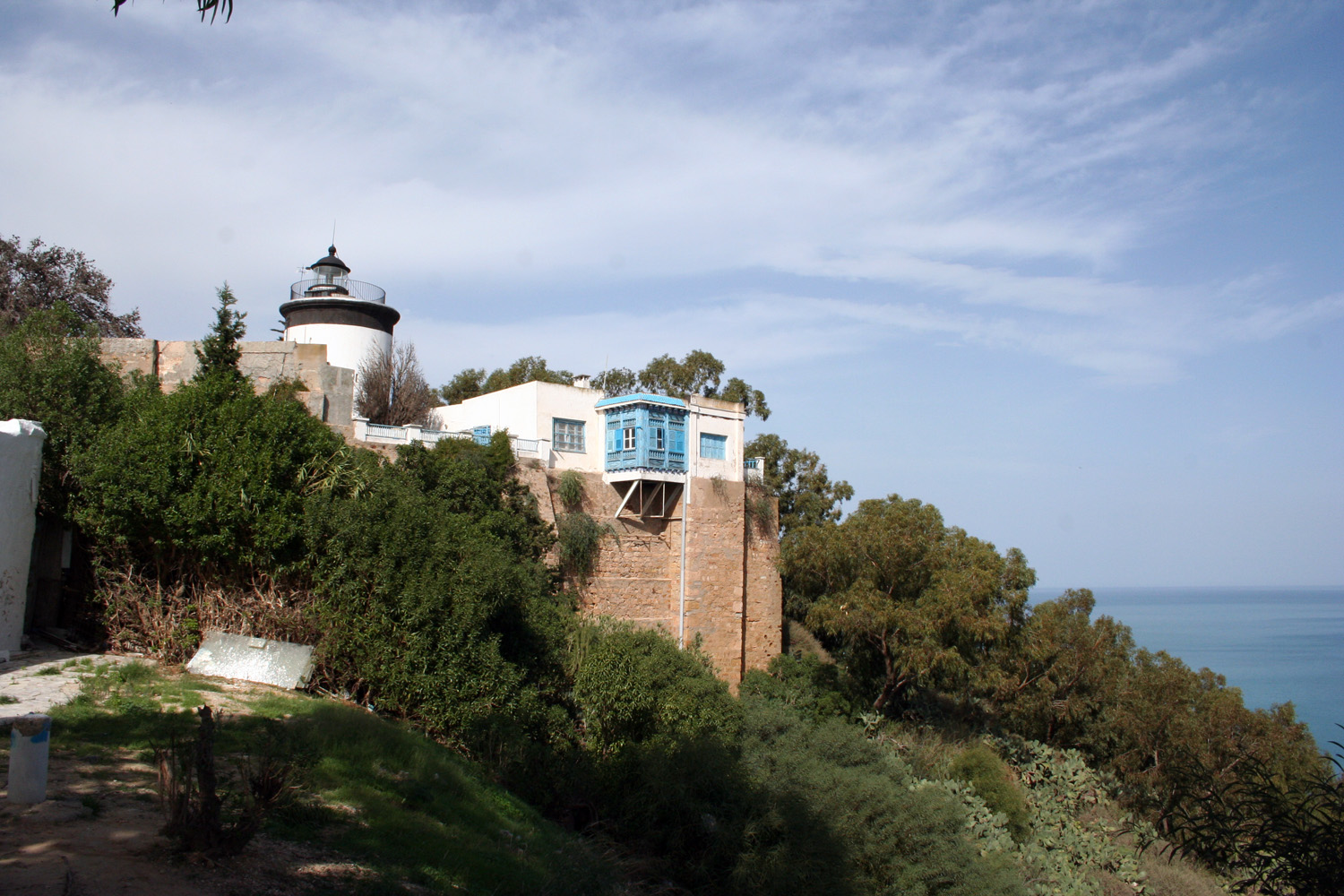
ناظور سيدي بوسعيد
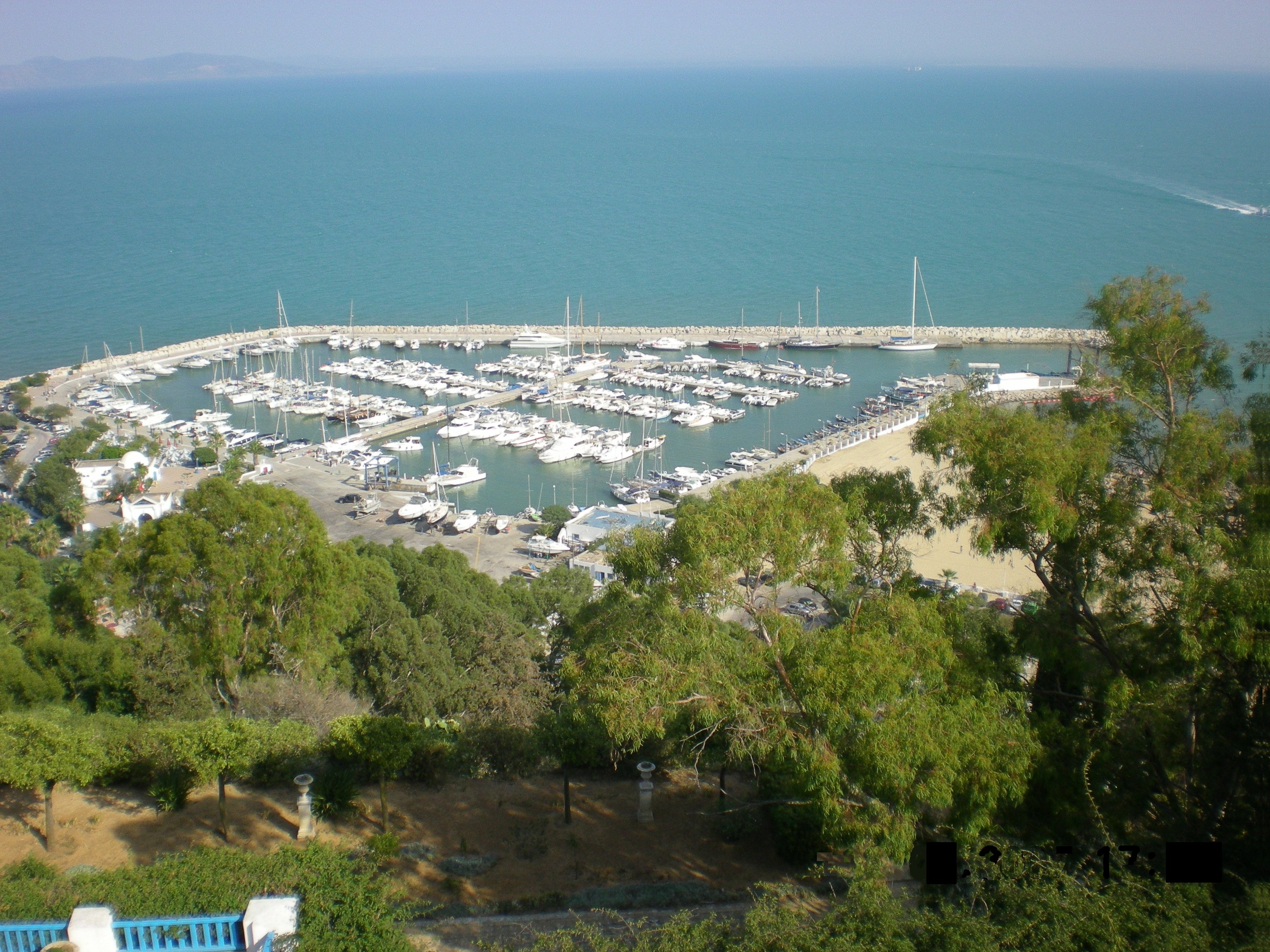
ميناء سيدي بوسعيد الترفيهي

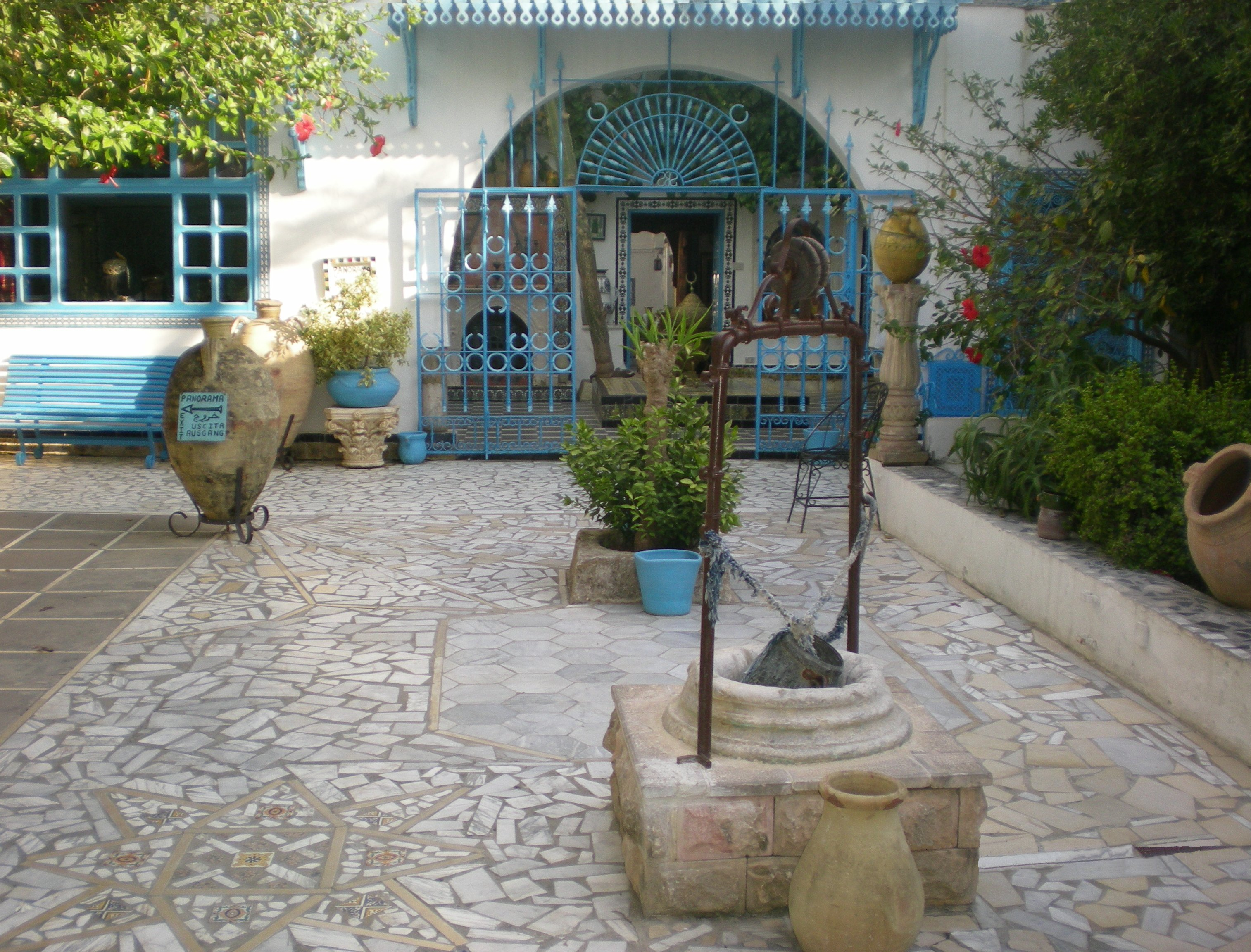
فناء دار بسيدي بوسعيد
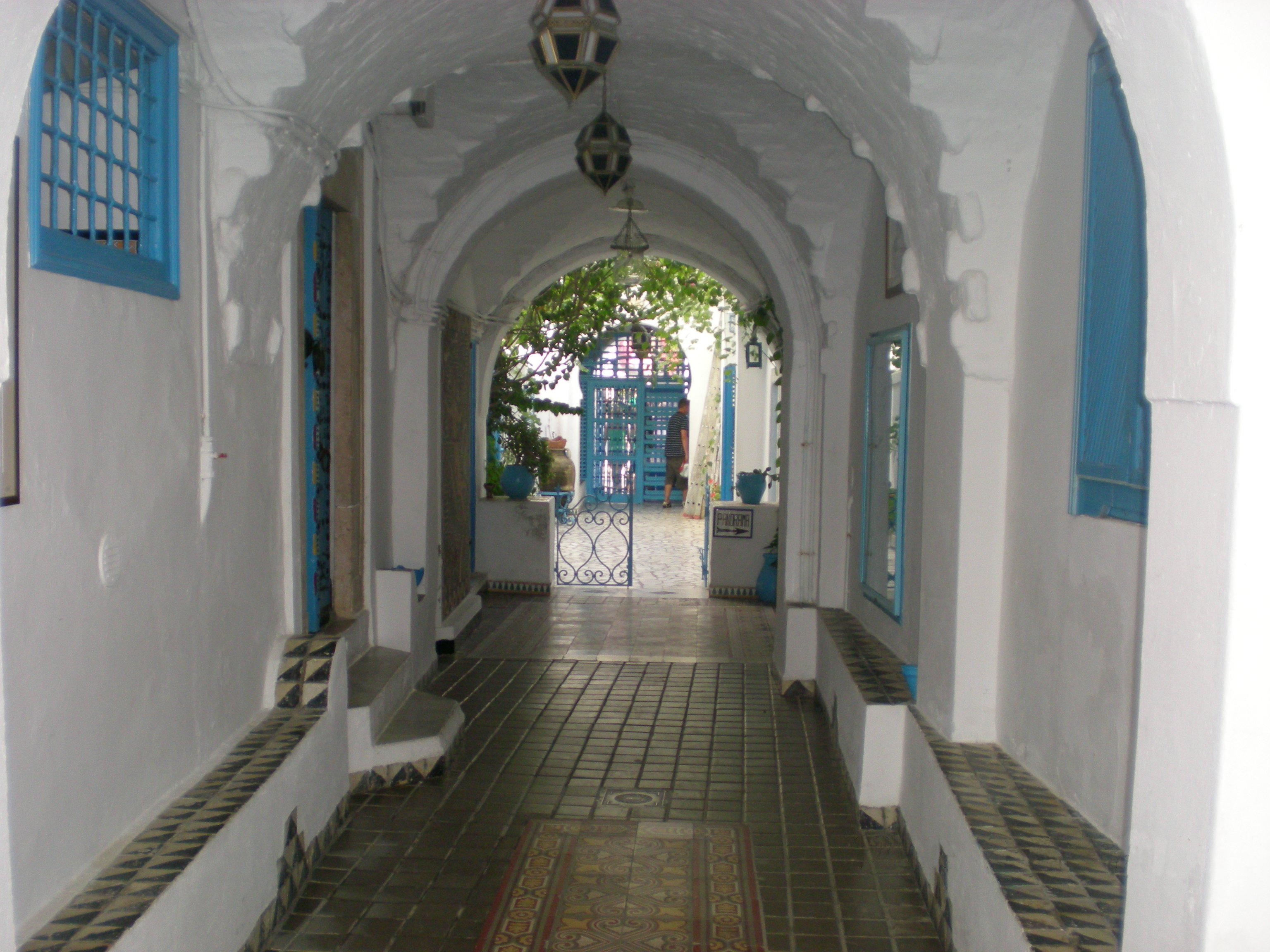
مدخل دار بسيدي بوسعيد
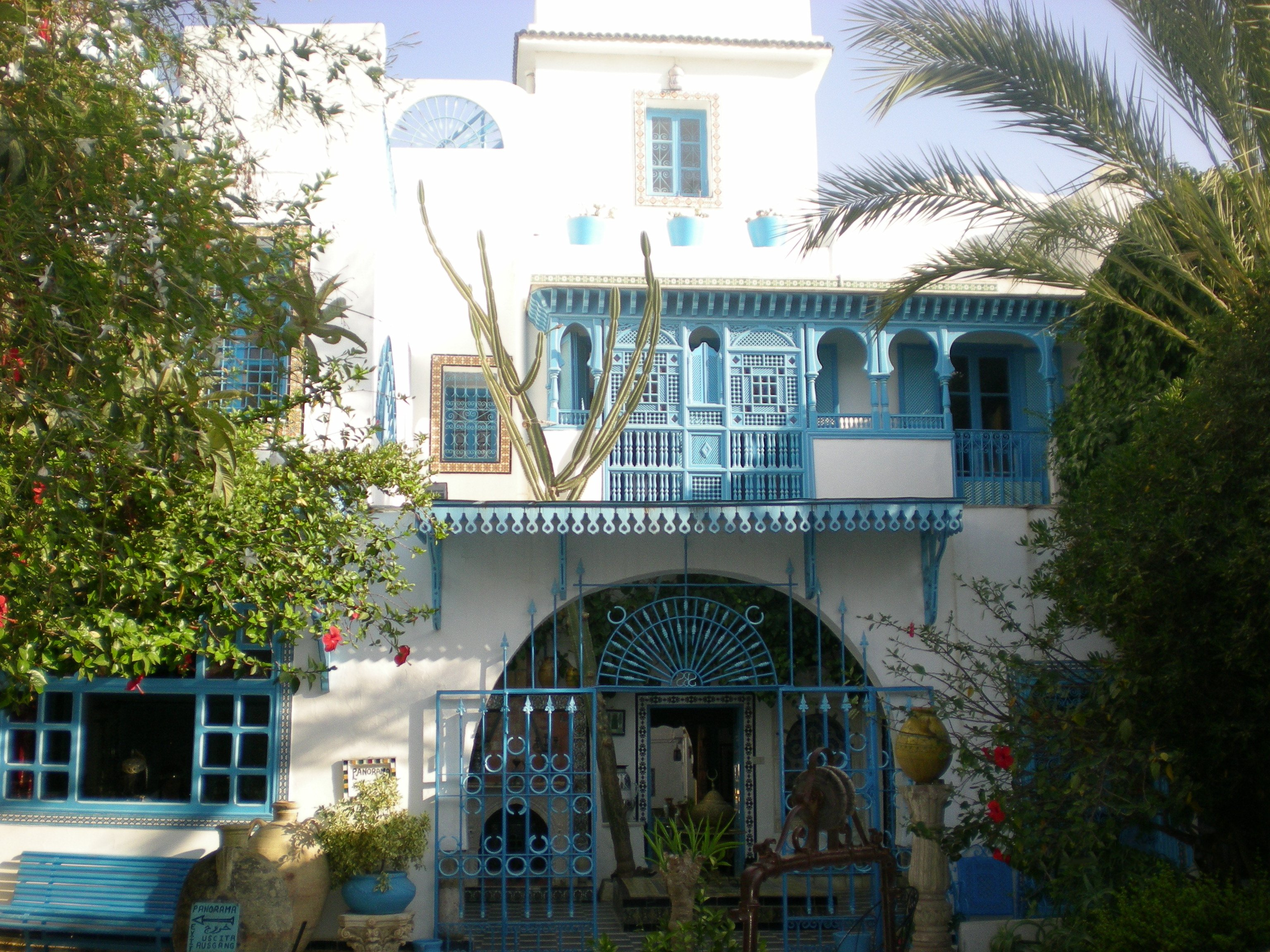
منظر داخلي لدار بسيدي بوسعيد
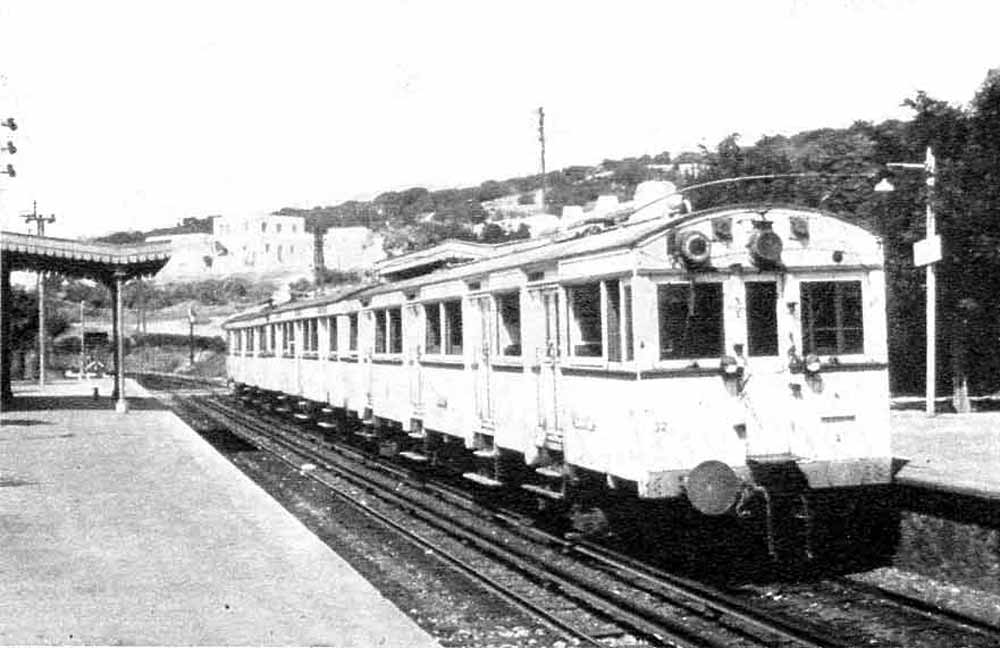
مترو سيدي بوسعيد عام 1960